# Дуб Камышева
Дуб Камышева — памятник гвардии лейтенанту Владимиру Максимовичу Камышеву, установленный на горе, на правом берегу реки Северский Донец (возле города Святогорск, Донецкая область, Украина), на территории Святогорского государственного историко-архитектурного заповедника.

## История подвига
Во время Великой Отечественной войны в районе г. Святогорск Донецкой области советские войска в ходе наступления форсировали р. Северский Донец. Левый берег, пологий и равнинный. Отсюда Красная Армия развивала наступление. Правый берег — крутой, местами отвесный, был занят немецкими войсками, организовавшими вдоль реки глубоко эшелонированную оборону. 17 августа 1943 года, спустя месяц после начала битвы на Северском Донце, батарея гвардии лейтенанта В. Камышева, заняв позиции неподалёку от памятника Артему, с ходу открыла огонь по немцам, занявшим оборону в урочище Ясиновое. Неровный ландшафт мешал ведению прицельного огня.
Камышев заметил, что неподалёку от позиций батареи стоит одинокий дуб с густой кроной. Вместе с двумя бойцами он незаметно пробрался к дубу и, взобравшись по стволу, стал корректировать огонь своей батареи. Немцы открыли огонь по дубу из самоходных орудий. Один из снарядов попал в ствол дерева, снёс его крону. Камышев был ранен и после боя доставлен в госпиталь, созданный на базе санатория «Тяжмаш» (сейчас «Шахтёр») посёлка Банное (ныне Святогорск), где и умер. Похоронен на кладбище в центре посёлка Банное (сейчас здесь находится Холм Славы).

## Память
- На гребне меловой горы, у развилки дорог, установлен памятник артиллеристу-разведчику 88-й гвардейской стрелковой дивизии 8-й гвардейской армии Юго-Западного фронта- гвардии лейтенанту В. М. Камышеву.
- Останки В. М. Камышева были торжественно перезахоронены 20 августа 1970 года — на место подвига разведчика с городского кладбища пос. Банное (Славяногорск).
- Памятник в виде дуба с горельефом солдата установлен в 1985 году на месте гибели Камышева.